# Varanda (arquitetura)

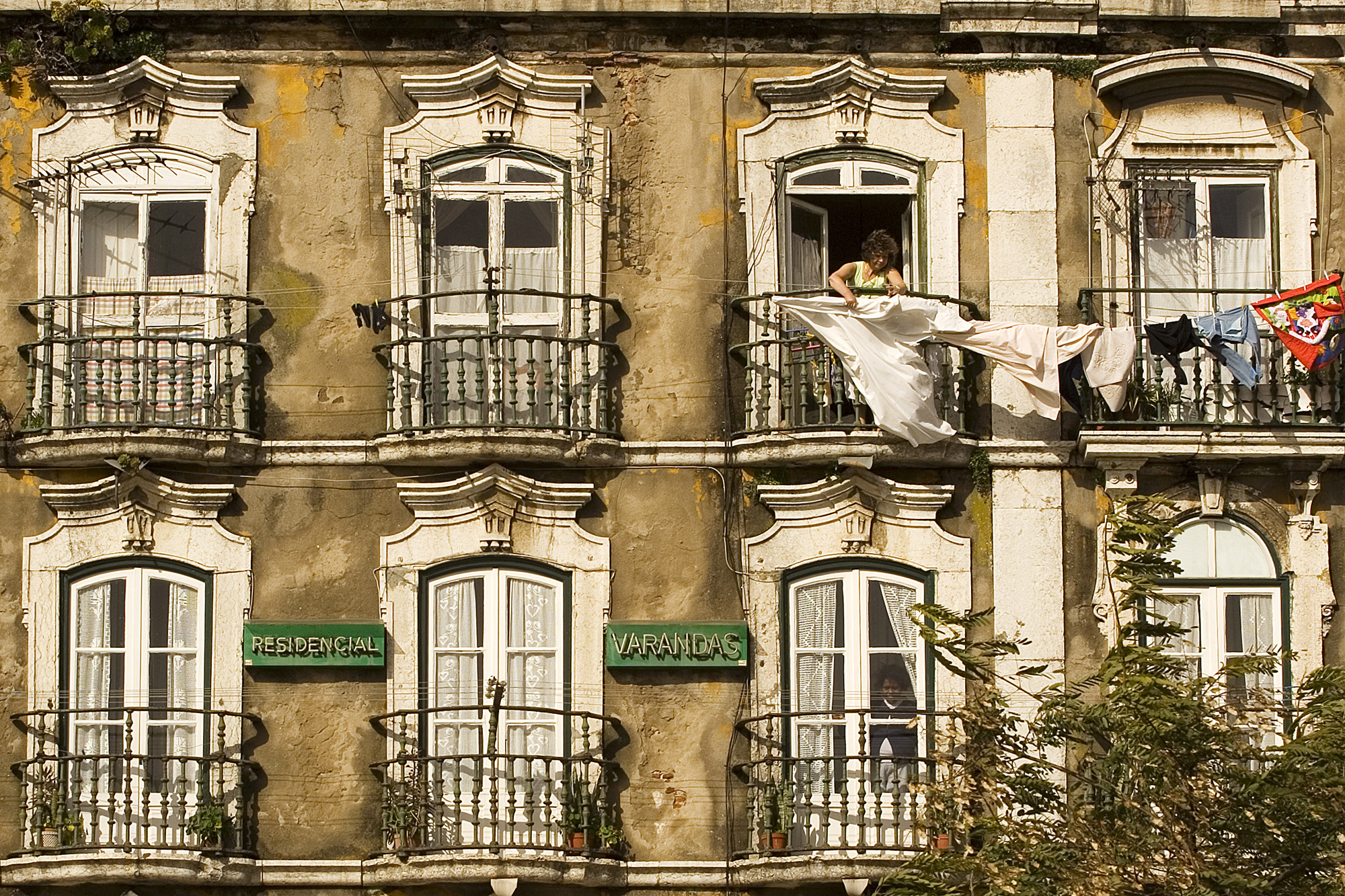
Prédio com varandas em Lisboa, Portugal

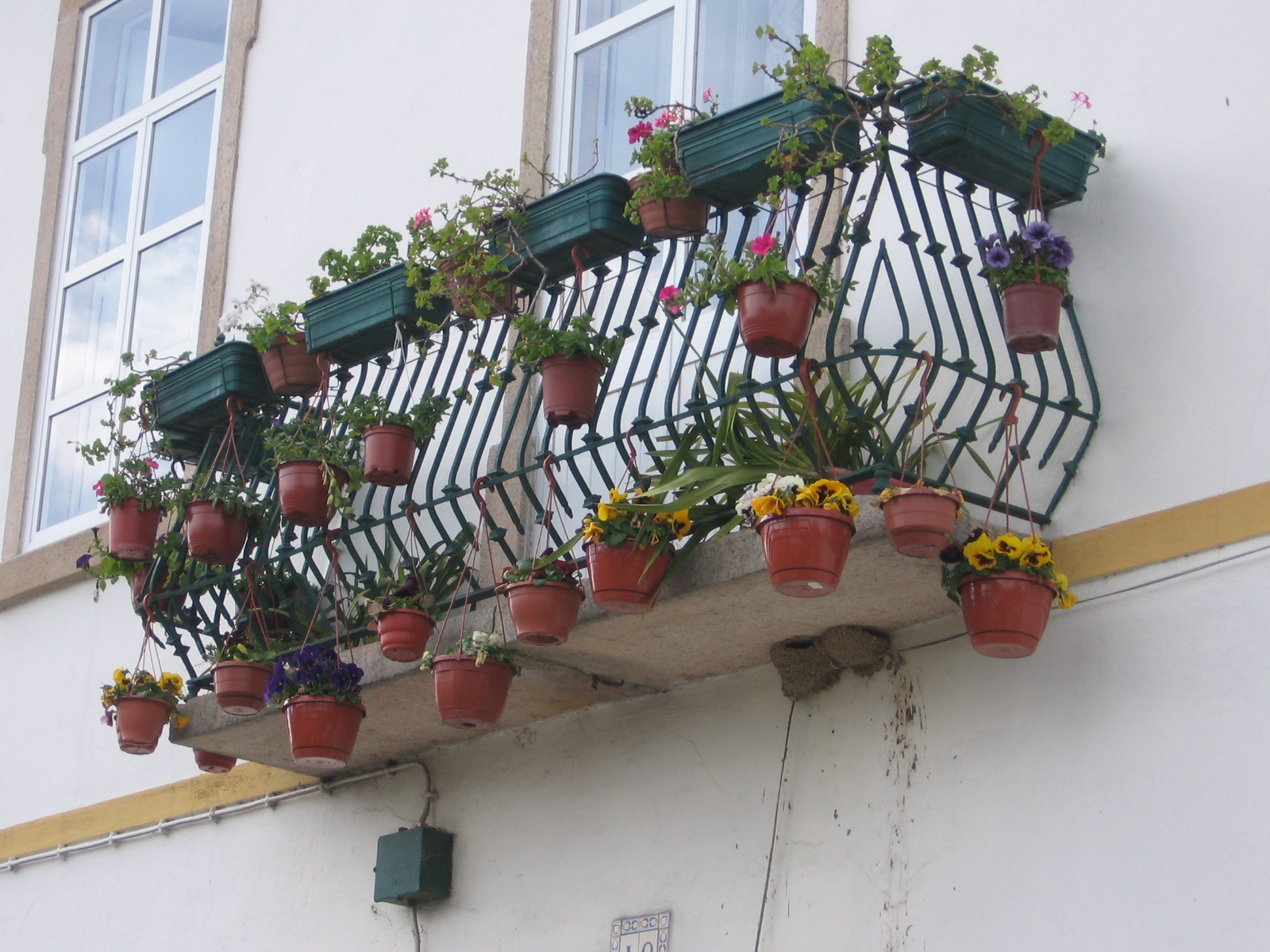
Varanda florida em Nisa, Portugal

Varanda, sacada ou balcão é uma plataforma suspensa e saliente das paredes de um edifício, com o qual comunica por uma porta. É limitada por uma grade ou balaústres, com parapeito.

## Tipos de Sacadas
Este tipo de Plataforma possui 2 tipos essenciais e usualmente utilizados. Começando pela Sacada Panorâmica, é um tipo de sacada indicada para grandes vãos livres. Este modelo é bem mais reforçado, para suportar um maior peso sendo também indicada para colocação de vidro.
Por falar em vidro,ma das tendência em cidades onde a população em apartamentos é grande, optam pelo fechamento da sacada com vidro. Esta opção se designa para quem deseja um isolante térmico, além de uma barreira que reduz consideravelmente ruídos externos.